# 原在照
原 在照（はら ざいしょう、文化10年（1813年） - 明治4年12月21日（1872年1月30日））は、日本の江戸時代末期に活躍した絵師。原在中、原在明と続く原派の3代目。字は子寫。在照は号で、別号に観瀾、南荊、夕鸞（ゆうらん）。

## 略伝
山科家の雑掌・小林家出身。在明の実子・在兼（謙）は地下官人右馬寮大島（嶋）家を継ぎ、大島友集と名が変わったため（ただし後に原家に復縁）、在明の娘・幸（こう）の婿養子となって原家を継ぐ。在明の活動により、天保5年（1834年）春日絵所だった勝山琢文から、宝田治兵衛、絵所仲間を経て春日絵所の株を金45両で入手する。天保8年（1837年）25歳で正六位下・内舎人、近江介。弘化2年（1845年）33歳で正六位上、内匠少允。なお住所は中立売室町東。
翌年常御殿修復と孝明天皇即位に伴う屏風制作を行う。なおこの時在照は、多忙で御用を申し付けられても間に合わないと常御殿修復だけ出願した。しかし後日造営御用掛から、なぜ三代に渡って御用を務めているのに今回は提出がないのかと問い詰められ、在照は急遽即位御用も出願、期限はとっくに切れていたにもかかわらず認められた。同様の例は寛政5年（1793年）の円山応挙にもあり、弘化3年時点で原家が円山家と肩を並べる存在になったと言える。
安政2年（1855年）からの安政度御所造営では、諸大夫の間、御拝道廊下、小御所、常御殿などの襖・杉戸に彩管を振るう。万延元年（1860年）からの和宮降嫁の際には屏風を描き、慶応3年（1867年）明治天皇即位では曲水の宴屏風を描く。原家は在中以来、有職故実に詳しい画系だとみなされており、在照の頃になると有識の調査や儀礼を記録する仕事が更に増えていった。そのため終生禁裏の御用画ばかり手掛けたため、その絵が世に流れることは多くなかったと言われる。明治4年（1871年）没、享年59。墓所は中京区の天性寺。跡は養子の原在泉が継いだ。

## 作品
| 作品名                     | 技法           | 形状・員数 | 寸法（縦x横cm）           | 所有者           | 年代                   | 落款・印章 | 備考 |
| -------------------------- | -------------- | ---------- | ------------------------- | ---------------- | ---------------------- | ---------- | --- |
| 花鳥図                     | 紙本著色金砂子 | 小襖4面    | 21.9x68.2（各）           | 二条城           | 1847年（弘化4年）      | 無         | 元桂宮御殿所在。現在は本丸御殿書院一之間東面北側天袋にある小襖。 |
| 冷泉為則像                 | 紙本著色       | 1幅        | 88.2x42.0                 | 冷泉家時雨亭文庫 | 1848年（嘉永元年）以前 | 無         | 寿像。 |
| 梅に蘭陵王図・桜に納曽利図 | 杉戸           |            |                           | 二条城           | 1847年（弘化4年）      |            | 元桂宮御殿所在 |
| 岳陽楼図                   | 紙本著色金砂子 | 襖16面     | 168.8～177.7x109.1～116.2 | 宮内庁京都事務所 | 1855年（安政2年）      | 無         | 御学問所下段の間所在 |
| 鶏図屏風                   | 紙本著色       | 二曲一隻   | 181.3x188.0               | 冷泉家時雨亭文庫 | 1855年（安政2年）      | 無         | 元は安政度御所造営の際、御寝之間障壁画「群鶏竹篭図」の一部。御寝之間は御代替りの度に障壁画を替えており、明治天皇に御代替りした際に屏風に改装され冷泉家に下賜された（現在の御寝之間の障壁画は土佐光文筆「竹に虎図」） |
| 鶏合・蹴鞠図               |                | 二曲一双   |                           | 三時知恩寺       |                        |            | |
| 鶺鴒・桃図                 |                | 六曲一双   |                           | 霊鑑寺           |                        |            | |
| 動植物図                   |                |            |                           | 霊鑑寺           |                        |            | |